# Associação Finlandesa de Hóquei no Gelo
A Associação Finlandesa de Hóquei no Gelo é o órgão que dirige e controla o hóquei no gelo da Finlândia, comandando as competições nacionais e a seleção nacional.